# Улицы Санкт-Петербурга
Санкт-Петербург был основан в 1703 году, но на протяжении первых трёх с лишним десятилетий в строящейся столице не существовало официальных наименований улиц и площадей. Официальные наименования некоторых магистралей впервые были учреждены Комиссией о Санкт-Петербургском строении 20 апреля 1738 года. Тогда были даны имена 18 наиболее значительным улицам (Верхняя и Нижняя Набережные улицы; Вознесенская, Невская и Средняя Проспективные; Адмиралтейская; Исаакиевская; Большая и Малая Луговая; Большая и Малая Немецкая; 1-я и 2-я Пушкарская), 5 площадям (Исакиевская Сенатская, Торговая Исаакиевская), нескольким каналам и мостам. С середины XIX века названия улицам присваивались сенатскими указами или постановлениями городской думы.
После революции многие городские названия были изменены на «революционные». В первую очередь подверглись переименованию названия, связанные с именами царствующих особ и их приближённых, а также церкви. Появилось множество названий, связанных с именем Ленина (площадь Ленина, улица Ленина, парк Ленина, Ленинский проспект, переулок Ильича, Ленинский район), а также других деятелей революционного движения, советских партийных и государственных деятелей. Исчезли связанные с религиозными культами названия.
13 января 1944 года для важнейших улиц и площадей были восстановлены исторические названия: Адмиралтейский проспект и набережная (с 1922 — проспект и набережная Рошаля), Большой проспект В. О. (Пролетарской Победы), Большой проспект П. С. (Карла Либкнехта), Владимирский проспект (Нахимсона), Дворцовая набережная (9-го Января) и площадь (Урицкого), Измайловский проспект (Красных Командиров), Исаакиевская площадь (Воровского), Казанская площадь (Плеханова), Литейный проспект (Володарского), Малый проспект В. О. (Железнякова), Марсово поле (площадь Жертв Революции), Невский проспект (проспект 25-го Октября), Садовая улица (3-го Июля), Средний проспект В. О. (Мусоргского), Суворовский проспект (Советский).
Новым этапом в наименовании городских улиц и площадей стали послевоенные годы, когда десятки новых улиц были названы именами защитников Ленинграда. В советские годы множество вновь проложенных улиц также получили названия в честь деятелей международного коммунистического и рабочего движения, в честь столиц социалистических стран и городов-побратимов Ленинграда.
Ещё со второй половины XIX века улицы, расположенные близко одна от другой, получали названия по определённой тематике: например, улицы в Александро-Невской части города были названы по городам Полтавской губернии (Кременчугская, Миргородская, Полтавская, Роменская). В советские годы традиция тематического наименования улиц была продолжена.
В 1991 году городу было возвращено его историческое название — Санкт-Петербург (и несколько десятков городских названий). В 1990-х продолжилось возвращение исторических названий улицам, проспектам и площадям города.

## Нумерация домов
В конце XVIII века в Петербурге была проведена первая нумерация домов. Но, в отличие от современной системы, нумерация была не по улицам, а общая по всему городу. Так, например, в 1791 году в Петербурге уже имелось 4554 номера дома. В это число не входили дома, расположенные в гвардейских слободах.
Позднее город разделили на несколько частей, и нумерация шла уже по этим районам. Подобная система сохранилась до нашего времени в некоторых городах, например, в Венеции.
В 1834 году была проведена очередная реформа нумерации домов — номера домам присваивали по улицам, в возрастающем порядке, причём чётные номера — по правой стороне улицы, а нечётные — по левой.
В 1858 году чётные номера стали давать по левой стороне улицы, а нечётные — по правой. Такая система сохранилась в Петербурге до наших дней. Вот её основные принципы:
1. нумерация ведётся от водных артерий: в частности, на левобережной стороне Невы нумерация ведётся от Главного адмиралтейства (например, Невский проспект) или от берега Невы (Литейный проспект), или вниз по её течению (Галерная улица), на правобережной стороне — вдоль течения Невы (Большой проспект В. О.) или «поперечно первым от её берегов» (линии В. О.). Ряд улиц нумеруется от более главных по отношению к ним улиц: например, улицы Маяковского, Восстания, Радищева, Чехова, в отличие от параллельного им Литейного проспекта, ведут отсчёт от Невского проспекта и улицы Жуковского. Владимирский проспект ведёт нумерацию от Невского проспекта.
2. если встать лицом в сторону увеличения номеров домов, то с правой стороны будет нечётная сторона улицы, а слева — чётная. Санкт-Петербург — единственный город в России с подобной системой нумерации домов. Есть исключения: например, на улицах Типанова и Севастьянова, Сызранской, Свеаборгской, Авиационной улицах, Новоколомяжском проспекте[1][2][3] и Яковлевском переулке — наоборот.

## Обслуживание улиц
В настоящее время дороги регионального значения Санкт-Петербурга обслуживаются Комитетом по благоустройству и дорожному хозяйству (список утверждён Постановлением Правительства Санкт-Петербурга от 17 марта 2011 года № 300 «О критериях отнесения автомобильных дорог общего пользования к автомобильным дорогам общего пользования регионального значения в Санкт-Петербурге и о Перечне автомобильных дорог общего пользования регионального значения в Санкт-Петербурге» — по состоянию на декабрь 2012 года — 3181 единица), ответственность за уборку улиц местного значения в муниципальных округах Горелово и Лахта-Ольгино, а также в посёлках и городах Санкт-Петербурга согласно абзацам 3, 4 и 5 статьи 10 главы 3 Закона Санкт-Петербурга «Об организации местного самоуправления в Санкт-Петербурге» возложена на муниципалитеты (список утверждён Постановлением Правительства Санкт-Петербурга от 26 июня 2006 года № 779 «О Перечне дорог, расположенных в пределах границ внутригородских муниципальных образований Санкт-Петербурга, текущий ремонт и содержание которых осуществляют органы местного самоуправления в Санкт-Петербурге» — по состоянию на декабрь 2012 года — 1171 единица).
В обслуживание входит ремонт улиц, высадка цветов летом, уборка снега зимой (а также вывоз и утилизация убранного снега).